# 이춘백 초가
이춘백 초가(李春伯 草家)는 경상북도 안동시, 안동민속박물관에 있다. 2013년 4월 9일 안동시의 문화유산 제85호로 지정되었다.